# Dr. Demento Presents the Greatest Novelty Records of All Time Volume II: The 1950s
Dr. Demento Presents the Greatest Novelty Records of All Time Volume II: The 1950s è la seconda compilation dell'omonimo album-cofanetto registrato dal Dr. Demento nel 1985.

## Tracce
| n° | Titolo                   | Artista/i          | Durata | Autore/i                     | Anno |
| -- | ------------------------ | ------------------ | ------ | ---------------------------- | ---- |
| 1  | The Purple People Eater  | Sheb Wooley        | 2:14   | Sheb Wooley                  | 1958 |
| 2  | Tranfusion               | Nervous Nervus     | 2:24   | Jimmy Drake                  | 1956 |
| 3  | The Flying Saucer        | Buchanan & Goodman | 2:36   | Bill Buchanan/Dickie Goodman | 1956 |
| 4  | The Battle of Kookamonga | Homer & Jethro     | 2:38   | Driftwood & Reynolds         | 1959 |
| 5  | Stranded In The Jungle   | The Cadets         | 2:56   | Lloyd McCraw                 | 1956 |
| 6  | The Mummy                | Bob McFadden & Dor | 2:04   | Rod McKuen                   | 1959 |
| 7  | Russian Bandstand        | Spencer & Spencer  | 2:10   | Dickie Goodman/Mickey Shor   | 1959 |
| 8  | The Thing                | Phil Harris        | 2:17   | Charles Grean                | 1950 |
| 9  | The Masochism Tango      | Tom Lehrer         | 2:48   | Lehrer                       | 1959 |
| 10 | Little Blue Riding Hood  | Stan Freberg       | 3:35   | Freberg                      | 1953 |
| 11 | Sunday Drving            | Jerry Lewis        | 2:42   | Lewis                        | 1951 |
| 12 | One of These Day....Pow! | Jackie Gleason     | 3:08   | Gleason                      | 1957 |
| 13 | The Dinghy Song          | Ruth Wallis        | 2:48   | Wallis                       | 1948 |
| 14 | Eloise                   | Kay Thompson       | 2:14   | Thompson                     | 1950 |